# Paolo Soleri
Paolo Soleri (21. června 1919, Turín – 9. dubna 2013, Paradise Valley, Arizona) byl italský architekt, jeden z nejznámějších utopistických plánovačů dvacátého století. Jeho propracované sociologické filosofie, kontroverzní megaplány návrhů měst a experimentální společenské soběstačné komunity jsou poetickým manifestem druhém světa, který je možný, pokud se člověk rozhodne žít v harmonii s přírodou.

## Život
Paolo Soleri se narodil 21. června 1919 v italském Turíně. Po ukončení studia s nejvyššími vyznamenáními na Polytechnické univerzitě v Turíně se přestěhoval do Spojených států amerických, kde působil v letech 1947 až 1949 jako učeň Franka Lloyda Wrighta v Taliesin West (Arizona) a následně i v Taliesin East ve Wisconsinu. Wrightova filosofie, zejména teorie plasticity a kontinuity, měla velký dopad na Soleriho další tvorbu.
Jedním z jeho prvních významných oceněných projektů (koncem čtyřicátých let) byl návrh na trubkový most. Navzdory skutečnosti, že návrh nikdy nebyl zrealizován, je to pravděpodobně první inovativní koncept designu mostů od dob Roberta Maillarta – důmyslná železobetonová konstrukce se rozvíjí v místech, kde je konstrukční napětí malé, pak se zpět uzavírá do válcovitých tvarů uprostřed rozponu. Návrh byl vystavován v Muzeu moderního umění a publikovaný v časopise The Architecture of Bridges od Elizabeth Mock.
V roce 1950 se Soleri vrátil zpět do Itálie, aby tam navrhl a postavil sochařsky jedinečně ztvárněnou továrna na keramiku Ceramica Artisitca Solimene jižně od Neapole. Přestože je továrna na Vietri sul Mare výrazně ovlivněna Gaudiího Sagradou Famíliou, zachovává si rukopis svého tvůrce.

## Tvorba

### Earth House
V roce 1955 se Soleri se svou ženou Colly a jejich dvěma dcerami přestěhoval do Paradise Valley ve Scottsdale, malé pouště při městě Phoenix v Arizoně, kde si postavil svůj vlastní earth house (dům země; 1955–1958), jen pár kilometrů od Taliesin West. Zemní dům je tvořen dvěma vzájemně propojenými strukturami, na kterých Soleri začal zkoušet různé přírodní formy a techniky stavění. I zde jsou patrné stopy Gaudího práce. Objekty se z jedné strany dotýkají povrchu pouště, z opačné se otevírají do vyhloubeného patia; navrženy spolu se souborem jam a šachet na zachycení dešťové vody, která slouží jako podpora k zavlažovacímu systému vegetace rostoucí na vrchní střeše. Tento systém byl průkopnický. Soleri dal nejdříve postavit obrovské formy z tvrzeného pouštního písku, do kterých byl pak rozprášen beton. Po úplném ztvrdnutí skořápky byly pískové formy odstraněny buldozerem.

### Cosanti
Spolu se svou ženou založili v roce 1956 neziskovou nadaci Cosanti Foundation, kterou zavázali svůj život věnovat výzkumu a experimentování v urbanismu. Prvním projektem nadace bylo Cosanti, částečně podzemní komplex, fungující na podobném systému učňovské školy, jako byla ta Wrightova. Sestává z rezidence, ateliéru na keramiku a učňovských bloků. Je založena na principech pasivní solární architektury, konstrukce jsou v horkých letních dnech chladné a naopak, v studených nocích sálají teplo. Cosanti má rozměry cca osm krát dvanáct metrů, pod úrovní povrchu pouště a je zastřešen 8 cm hrubou zakřivenou žebrovou skořápkou.

### Arcosanti

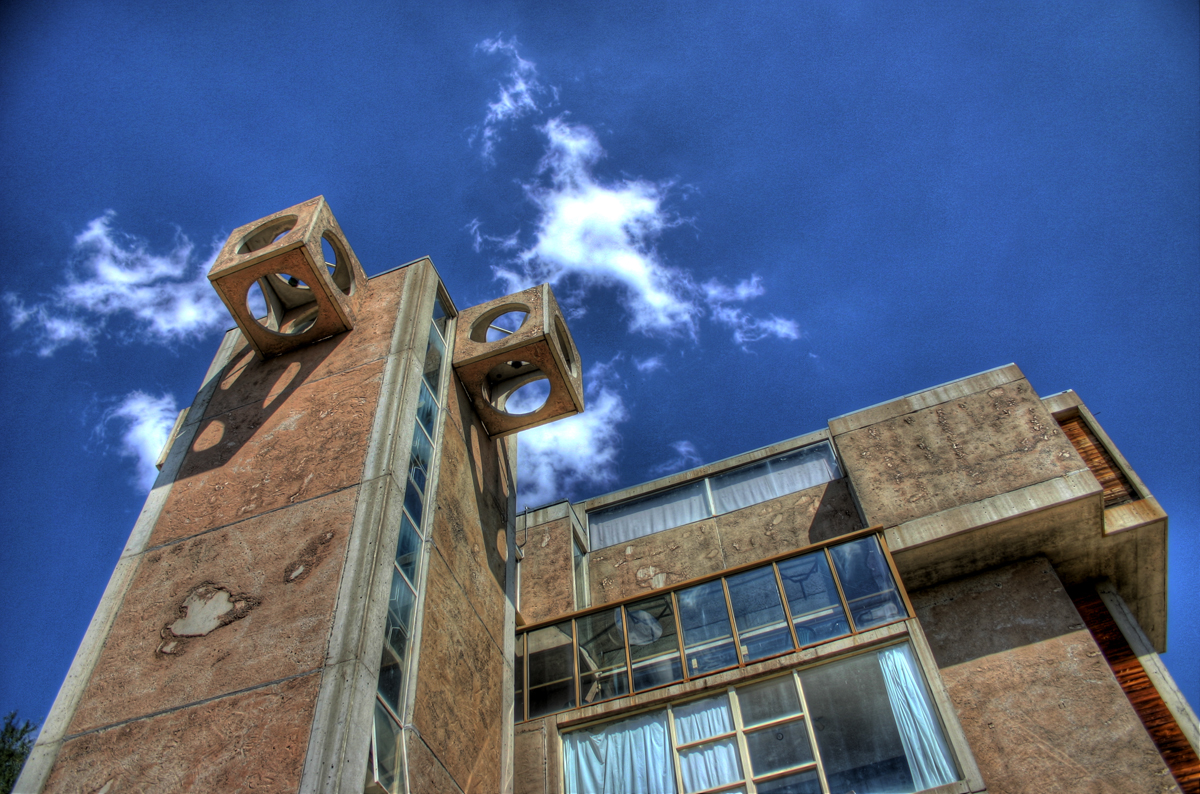
věž v Arcosanti

Aby Soleri unikl živelně se rozrůstajících předměstských částí Phoenixu, přestěhoval se v roce 1970 asi 110 km severně od Cosanti, kde založil hlavní projekt své nadace, urban laboratoř – Arcosanti. Arcosanti je malé město schopné podpory 5000 obyvatel žijících na ploše 10 akrů, obklopené zeleným ochranným vegetačním pásem. Prototyp města zahrnuje studijní centrum pro experimentální workshopy a performing arts. Jako stavitelé na tomto komplexu pracují většinou studenti, smluvně zavázáni vzdát se odměny ve prospěch privilegia být členem komunity Paola Soleriho. Učňovské části jsou tvořeny 4 m vysokými kubickými objemy s kruhovými okny. Arcosanti se stal prototypem „arkologie“ – ideje vyvinuté Paolem Solerem v šedesátých letech – architektura spojena s ekologií. Byla formulována Solerem jako nezbytný životní proces, stejně jako koncový produkt. Poskytuje alternativy k horizontálnímu růstu, který je charakteristický pro většinu amerických měst a z toho pramenících rozsáhlých předměstí – soběstačné, vertikální vrstvené megaobjekty, které kombinují bydlení, práci a přírodní prostředí do zahuštěných superorganizmů; megaměsta spojuje do absolutního procesu s evolucí. Soleri vyvíjí vědeckou analogii mezi kompaktností existující v přírodě a koncentrací populace, čímž se dostává ke hmotě esenciální pro městskou společnost. Protože stupeň živé atmosféry energie a účinnosti je přímo úměrný hustotě, město predikuje na základě ucelenosti a hustotě: nedostatek hustoty je synonymem neefektivnosti. Arkologie – města navržena na maximalizaci interakce a přístupnosti; minimalizaci používání energií, surových materiálů a půdy; omezení odpadu a ekologického znečištění a poskytnutí vzájemného vztahu s okolním přirozeným prostředím.